# Martin Fager
Martin Wilhelm Fager, född 10 januari 1902 i Esbo, död där 7 augusti 1973, var en finländsk frisör och skolledare. 
Fager, som var son till arbetaren August Fager och Ida Adolfina Jansson, avslutade yrkesskolan 1920 och erhöll mästarbrev 1948. Han var biträde vid olika frisersalonger 1920–1937, innehade egen affär 1937–1947 samt var lärare och rektor vid Helsingfors frisörskola 1940–1965. Han var sekreterare i Finlands svenska arbetarförbund 1950–1953, ordförande i Finlands svenska socialdemokratiska ungdomsklubbars centralkommitté 1934–1936 och i Svenska yrkesutbildningsstyrelsen från 1960. Han var medlem av stadsfullmäktige i Helsingfors från 1954, av prövningsnämnden från 1957 och av nämnden för allmänna arbeten 1965. Han var medlem av Svenska Finlands folkting från 1958, av styrelsen för Finlands svenska arbetarförbund fån 1929 och för Finlands frisörförbund 1940–1949. Han var elektor vid presidentvalet i Finland 1956.